# الگین (آلاباما)
الگین (به انگلیسی: Elgin) یک منطقهٔ مسکونی در ایالات متحده آمریکا است که در آلاباما واقع شده‌است. الگین ۱۹۵٫۰۷ متر بالاتر از سطح دریا قرار دارد.